# Steniatyn (Ukraina)
Steniatyn (ukr. Стенятин) – wieś na Ukrainie, w rejonie czerwonogrodzkim obwodu lwowskiego, w pobliżu Bugu. W 2015 roku liczyła 945 mieszkańców.
W II Rzeczypospolitej do 1934 samodzielna gmina jednostkowa. Następnie należała do zbiorowej wiejskiej gminy Skomorochy w powiecie sokalskim w woj. lwowskim. 
Podczas wojny siedziba niemieckiej gminy Steniatyn, po wojnie w Związku Radzieckim.